# Dietmar Schwager
Dietmar Schwager (* 15. August 1940 in Kaiserslautern; † 20. November 2018 in Kaiserslautern-Dansenberg) war ein deutscher Fußballspieler und -trainer. Der Abwehrspieler hat beim 1. FC Kaiserslautern von 1964 bis 1975 insgesamt 320 Ligaspiele (2 Tore) in der Fußball-Bundesliga absolviert.

## Laufbahn

### Spieler
Schwager spielte in seiner Karriere für den ASV (bis 1962) und den VfR Kaiserslautern (1962–1964) sowie von 1964 bis 1976 für den 1. FC Kaiserslautern. Beim Team vom Erbsenberg, dem VfR, debütierte der harte Zweikämpfer vier Tage nach seinem 22-Geburtstag, den 19. August 1962, bei einem 1:1-Heimremis gegen den 1. FC Saarbrücken in der damals erstklassigen Fußball-Oberliga Südwest. Am Rundenende hatte „Dittes“ Schwager in der letzten Saison der alten erstklassigen Oberliga Südwest 26 Ligaspiele bestritten und ein Tor erzielt. Der VfR belegte den 13. Rang und der 1. FCK hatte die Meisterschaft gewonnen und damit die Nominierung zur Fußball-Bundesliga zur Saison 1963/64 erreicht. Die Abwehrhoffnung ging mit dem VfR in die ebenfalls neu installierte Fußball-Regionalliga Südwest zur Saison 1963/64, absolvierte 37 Spiele (1 Tor) und belegte mit dem VfR unter Trainer Werner Baßler den 7. Rang. Neuzugang Erwin Weber vom SV Kindsbach hatte in 31 Ligaspielen dazu 22 Tore beigesteuert und Schwager durch seine Defensivqualitäten entscheidend dazu beigetragen, dass 27:11 Heimpunkte erobert wurden. Nach zwei Jahren beim VfR nahm Schwager das Angebot der „Roten Teufel“ an und wechselte zur Saison 1964/65 zum Team vom Betzenberg in die Bundesliga.
Neben dem Mann vom VfR kamen noch mit Helmut Kapitulski der Spielmacher und Torjäger vom FK Pirmasens sowie Amateurnationalstürmer Wilfried Leydecker zum Team von Trainer Günter Brocker. Bereits am Rundenstarttag, den 22. August 1964, debütierte Schwager beim Heimspiel gegen den SV Werder Bremen in der Bundesliga. Beim 2:1-Heimerfolg gegen den späteren Sensationsmeister lief er als Mittelläufer und Abwehrchef auf und lernte die Klasse der Werder-Offensivkräfte Gerhard Zebrowski, Diethelm Ferner, Klaus Matischak, Klaus Hänel und Theo Klöckner kennen. In der Bundesliga Chronik ist im Spielbericht notiert: „Doch im Abwehrzentrum der Lauterer stand mit dem jungen Schwager ein vorzüglich organisierender und geschickt eingreifender Stopper, der neben dem aufmerksamen Keeper Schnarr einen Hauptanteil an dem glücklichen Punktgewinn (falsch: Dreier) verantwortete.“
In den nächsten Jahren lernte er am Betzenberg die Arbeit der weiteren Trainer Gyula Lóránt, Otto Knefler, Egon Piechaczek, Dietrich Weise und Erich Ribbeck kennen. Herausragend war der Finaleinzug in das DFB-Pokalfinale 1972 gegen den FC Schalke 04, die erste Teilnahme im UEFA-Cup in der Saison 1972/73, der legendäre Heimsieg am 20. Oktober 1973 gegen den FC Bayern München nach einem 1:4-Rückstand in der 57. Minute und das Auftauchen der schwedischen Mitspieler Ronnie Hellström und Roland Sandberg in seiner letzten Bundesligarunde 1974/75. Am letzten Spieltag der Runde 1974/75, den 14. Juni 1975, verabschiedete sich Schwager bei einem 3:3-Auswärtsremis beim Wuppertaler SV als Aktiver aus der Bundesliga. Elf Jahre hatte der anfängliche Manndecker und spätere Libero, der ob seiner Zweikampfhärte gefürchtet war, auf dem Betzenberg immer als Leistungsträger der Stammbesetzung angehört. Er wurde zum legitimen Nachfolger des Weltmeisterstoppers Werner Liebrich und seine Zuverlässigkeit und Vereinstreue machten ihn zu einer selbstständigen Größe der FCK-Geschichte. Der „knorrige“ Schwager wurde bisweilen als Muster eines „Ausputzer-Liberos“ hervorgehoben, als Gegenmodell zu seinem Zeitgenossen, dem elegant spielenden Libero Beckenbauer. Die Lauterer Abwehrreihe Rumor–Schwager–Diehl–Rehhagel wurde von nicht wenigen Gegenspielern gefürchtet.
Für den Verein bestritt Schwager 320 Bundesligaspiele, in denen ihm zwei Tore gelangen. Damit hat er nach Werner Melzer die zweitmeisten Bundesligaspiele für den 1. FCK aufzuweisen.
266 Spiele in Serie ohne Torerfolg war Rekord unter Bundesliga-Feldspielern, bis dieser 2024 von Kevin Vogt gebrochen wurde.

### Trainer
Als Trainer begann er 1975 zu arbeiten und betreute in der Spielzeit 1975/76 die Amateure des 1. FC Kaiserslautern. Danach betreute er zwischen 1976 und 1979 Borussia Neunkirchen, mit der er zunächst nach der Meisterschaft in der Amateurliga Saarland in der Aufstiegsrunde zur 2. Bundesliga scheiterte, 1978 dann aber aufstieg. Während der Zweitligasaison 1978/79 (Staffel Süd) löste ihn im Abstiegskampf Herbert Binkert als Trainer ab.
Anschließend war er beim Bundesligisten FC Schalke 04 Assistent von Ex-FCK-Trainer Gyula Lóránt. Im Dezember 1979 beerbte Schwager Lóránt in seinem Amt. In der Liga und im DFB-Pokal gewann er sieben seiner ersten neun Spiele und gewann später auch das Pokal-Viertelfinale, wurde aber nach einer Serie von sieben sieglosen Bundesligaspielen im April 1980 entlassen. Sein Nachfolger wurde Fahrudin Jusufi.
In der Saison 1980/81 trainierte Schwager den FSV Frankfurt in der 2. Bundesliga Süd und 1981/82 die zuvor aus der 2. Bundesliga abgestiegene Eintracht Trier in der Oberliga Südwest. Im Sommer 1990 wurde er nochmals Trainer der FCK-Amateure. Diese Tätigkeit führte er bis zur Winterpause 1991/92 aus.
Schwager besaß eine Lotto-Annahmestelle in Kaiserslautern.